# 9-я бронетанковая дивизия (Сирия)
9-я бронетанковая дивизия (араб. الفرقة التاسعة المدرعة‎) — тактическое соединение Сирийской арабской армии.
Дивизия была целиком развёрнута в провинции Даръа.

## История
Как 9-я пехотная дивизия, она принимала активное участие во время Войны Судного дня 1973 года, включая сражение Долина Слёз.
В апреле 1976 года лидер Ливанского национального движения Камаль Джумблат объявил, что 91-я бронетанковая бригада вошла в Ливан. Дополнительно к другим сирийским силам, которые вошли ранее в ходе гражданской войны в Ливане.
9-я бронетанковая дивизия формально участвовала в Войне в Персидском заливе 1991 года в качестве резерва Объединённого командования «Север» (Joint Forces Command North), состоявших из арабских сил и практически не принимала участия в боевых действиях.
В 2001 году Ричард Беннетт подсчитал, что дивизия включала в себя 43-ю и 91-ю бронетанковые бригады и 52-ю механизированную бригаду. Он написал, что это была часть 1-го армейского корпуса САА, который прикрывал укреплённую зону от Голанских высот и на юг до Даръа вблизи иорданской границы.
О наличии в составе дивизии 52-й бронетанковой бригады сообщалось в Даръа на юге Сирии в мае 2013 года.
Во время гражданской войны в Сирии она участвовала в следующих боях:
- Столкновения в мухафазе Идлиб (июнь 2012 — апрель 2013)
- Наступление на юге Сирии (февраль — март 2015)
- Наступление в мухафазах Сувейда и Даръа (9—15 июня 2015)
- Битва в Хараста-эль-Басаль (2017—18)
- Все крупные операции 2018 года, включая наступление на город Хаджар-Асвад в мае и наступление на вулкан Сафа (араб. تلول الصفا‎) 33°01′50″ с. ш. 37°12′16″ в. д.HGЯO в провинции Дамаск.
- Наступление в Хаме (май 2019 года)[1]
- Наступление в Даръа (29 июля — 5 сентября 2021)

Дивизия целиком развёрнута в провинции Даръа, но участвовала, в основном, в боях в Дамаске и Сувейде. Вместе с 1-й, 10-й и 11-й дивизиями, 9-я дивизия была одними из основных подразделений САА получавших российскую помощь в подготовке и снаряжении. В дивизию вербовались бывшие повстанцы.

## Состав
2019 год
- 34-я бронетанковая бригада
- 43-я бронетанковая бригада[5]
- 52-я бронетанковая бригада
- 89-й артиллерийский полк[1]